# Недзьвядна
Недзьвядна (пол. Niedźwiadna) — село в Польщі, у гміні Щучин Ґраєвського повіту Підляського воєводства.
Населення — 195 осіб (2011).
У 1975-1998 роках село належало до Ломжинського воєводства.

## Демографія
Демографічна структура станом на 31 березня 2011 року:
|          | Загалом | Допрацездатний вік | Працездатний вік | Постпрацездатний вік |
| -------- | ------- | ------------------ | ---------------- | -------------------- |
| Чоловіки | 102     | 24                 | 64               | 14                   |
| Жінки    | 93      | 25                 | 48               | 20                   |
| Разом    | 195     | 49                 | 112              | 34                   |